# Optimering
För andra betydelser, se Optimering (olika betydelser).
Att optimera innebär att finna den bästa, "optimala", lösningen på ett problem utifrån de förutsättningar som ges. Låt oss anta att problemet består i att få ett så bra värde som möjligt, {\displaystyle P_{0}}, på variabeln {\displaystyle P}. Det gäller alltså inte att finna det idealt bästa värde , {\displaystyle P_{i}} , som överhuvudtaget kan tänkas, men väl att uppnå det värde på {\displaystyle P} som ligger så nära {\displaystyle P_{i}} som möjligt, givet förutsättningarna.
Inom nationalekonomin avses med paretooptimal en situation då ingen kan få det bättre utan att någon annan får det sämre.

## Förutsättningar
Anta att förutsättningarna är 
{\displaystyle f_{1},f_{2},\dots ,f_{n},}
och att dessa kan samverka med varandra på olika sätt. Anta vidare att {\displaystyle P} är beroende av hur förutsättningarna 
{\displaystyle f_{1},\dots ,f_{n}}
samverkar med varandra. Processen att optimera {\displaystyle P}, d.v.s. att finna {\displaystyle P}, innebär nu att finna de värden på 
{\displaystyle f1,\dots ,fn}
som gör att {\displaystyle P} blir så nära {\displaystyle P_{i}} som möjligt.

## Användning av termenoptimering
Definitionen gäller för vilka typer av funktioner eller samband som helst. Uttrycken "optimal" och "optimera" används oftast, (lite slarvigt) vid finslipning av tekniska apparater, industriella processer eller algoritmer (tex datorprogram) där resultatet ofta inte är det bästa möjliga men dock en avsevärd förbättring av funktionen. Ännu mindre strikt används termen ibland i dagligt tal utan att de underförstådda sambanden alls har preciserats utan tas för intuitivt givna. 

## Dataoptimering
Vid optimeringar av datorprogram så talar man främst om två typer, utrymmesoptimeringar där man försöker göra programmet så litet som möjligt. Detta var vanligare förr då program- och arbetsminnen (primärminnen) var små, men det förekommer fortfarande vid konstruktion av mindre system. Den andra typen är tidsoptimeringar där målet är största möjliga beräkningskraft med minsta möjliga antalet instruktioner. Färre instruktioner innebär (oftast) att det tar kortare tid för programmet att klara uppgiften.
Inom matematiken behandlas läran om att optimera en funktion under givna bivillkor i optimeringsläran.